# Condado de Polk (Texas)
O Condado de Polk é um dos 254 condados do estado norte-americano do Texas. A sede do condado é Livingston, e sua maior cidade é Livingston.
O condado possui uma área de 2 874 km² (dos quais 136 km² estão cobertos por água), uma população de 41 133 habitantes, e uma densidade populacional de 15 hab/km² (segundo o censo nacional de 2000).
O condado foi criado em 1836.